# Ђорђе Јовановић (фудбалер, 2001)
Ђорђе Јовановић (Ужице, 18. августа 2001) српски је фудбалер.

## Награде и признања

### Појединачно
- Играч кола у Суперлиги Србије (1)

1. Суперлига Србије за сезону 2021/22, 1. коло против Колубаре, учинак од два поготка и једне асистенције[6]